# Rugby-Bundesliga 2005/06
Die Rugby-Bundesliga 2005/06 ist die 35. ihrer Geschichte. 8 Mannschaften spielten um die deutsche Meisterschaft im Rugby. Meister wurde in einem Endspiel zwischen den beiden Tabellen-Ersten die Rudergesellschaft Heidelberg (RG Heidelberg).

## Abschlusstabelle
| Pl. | Verein                   | Sp | Punkte  | Dif  | Pkt |
| 1.  | RG Heidelberg            | 14 | 512:194 | +318 | 36  |
| 2.  | SC Neuenheim             | 14 | 344:164 | +180 | 34  |
| 3.  | DRC Hannover             | 14 | 410:173 | +237 | 34  |
| 4.  | TSV Handschuhsheim       | 14 | 330:205 | +125 | 32  |
| 5.  | Heidelberger RK          | 14 | 304:310 | 0−6  | 30  |
| 6.  | Berliner Rugby Club      | 14 | 335:252 | 0+83 | 25  |
| 7.  | DSV 1878 / 08 Ricklingen | 14 | 144:584 | −440 | 18  |
| 8.  | TSV Victoria Linden      | 14 | 087:584 | −497 | 13  |

Absteiger: TSV Victoria Linden

Aufsteiger: SC 1880 Frankfurt.

## Endspiel
1. Juli 2006 in Heidelberg: RG Heidelberg – SC Neuenheim 13:9 n. V.

## Besonderheit
2006 stand zum ersten Mal seit Beginn der Meisterschaften im Jahr 1909 kein Verein aus Hannover im Finale. Es war zugleich das erste Mal, dass zwei Mannschaften aus Heidelberg das Endspiel bestritten.